# Clifford Hardin
Pour les articles homonymes, voir Hardin.
Clifford Morris Hardin, né le 9 octobre 1915 à Knightstown (Indiana) et mort le 4 avril 2010 à Lincoln (Nebraska), est un homme politique américain. Membre du Parti républicain, il est secrétaire à l'Agriculture entre 1969 et 1971 dans l'administration du président Richard Nixon.

## Biographie
Il est chancelier de l'université du Nebraska à Lincoln entre 1954 et 1968.